# Bieberer Straße
Die Bieberer Straße ist eine Geschäfts- und Ausfallstraße in Offenbach am Main. Sie beginnt am Marktplatz in der Offenbacher Innenstadt am Mathildenviertel und führt südöstlich nach Bieber.

## Verlauf
Am Marktplatz beginnend, verläuft die Bieberer Straße – vorbei am Wilhelmsplatz, wo der Offenbacher Wochenmarkt stattfindet – in östlicher Richtung. Sie trifft an der Kreuzung mit der Karlstraße auf die Hauptverkehrsachse Berliner Straße/Mathildenstraße. Dort setzt sie, leicht südöstlich abknickend, ihren Verlauf zunächst über Treppenstufen und eine Rampe, als Fußgängerweg fort und führt zu dem leicht erhöht angelegten verkehrsberuhigten Bereich des Mathildenplatzes, auf welchen sie nun trifft. Hier führt sie an der zwischen 1911 und 1913 erbauten katholischen Marienkirche vorbei. Nach strukturellen Schäden durch den Bau des Offenbacher City-Tunnels wurde die Kirche im Zeitraum von 1999 bis 2001 komplett renoviert.
Hinter dem Mathildenplatz wird die Bieberer Straße wieder zur Verkehrs-, Geschäfts- und Ausfallstraße. Das größte Gebäude in ihrem Verlauf ist der Komplex der Finanzämter Offenbach I und Offenbach II, die zu Beginn des 20. Jahrhunderts eine Kaserne waren. Dort fand 1919 der Karfreitagsputsch statt, wo beim Versuch das Gebäude zu stürmen, 17 Personen getötet wurden.
Über die Straße führt eine Fernbahnlinie.
An der Kreuzung mit der Rhönstraße befinden sich zwei große Tankstellen, von dort an ist die Straße wesentlich breiter und weniger urban, zumal die Bebauung ab dort ausschließlich aus Einzelhäusern besteht. Die Straße wurde früher von der Offenbacher Industriebahn gekreuzt. Dort war auch die Maschinen- u. Metallwaren Curt Matthaei GmbH & Co. KG (MATO), die gegenwärtig als Kunst Raum Mato Ateliers und Ausstellungsflächen für Künstler bietet. An der Ecke Bieberer Straße / Kopernikusstraße befand sich einst ebenfalls eine 1912 erbaute Kaserne – die sogenannte Maschinengewehr-Kaserne – heute steht auf dem Gelände ein Supermarkt.
Weiter östlich führt die Bieberer Straße über den Bieberer Berg. Hier befindet sich der im Naturschutzgebiet liegende Leonhard-Eißnert-Park. Direkt daneben steht das Stadion am Bieberer Berg, in dem der Fußballverein Kickers Offenbach seine Heimspiele austrägt. Hinter dem Stadion zweigt die Bieberer Straße auf die B 448 ab und mündet in den Stadtteil Bieber. Ab Ortseingang heißt sie dann Aschaffenburger Straße.

## Geschichte
Der Teil der Bieberer Straße zwischen Waldstraße und Mathildenplatz gehörte im Mittelalter zur Geleitsstraße von Frankfurt in Richtung Nürnberg. Am Mathildenplatz nahm die Geleitsstraße ihren Weg über die Rote Warte und Steinheim nach Seligenstadt. Die heutige Bieberer Straße bog als Weg über den Bieberer Berg nach Bieber ab. Die Verlängerung der Bieberer Straße nach Westen über die Waldstraße trägt noch heute den Namen Geleitsstraße.
Im Jahr 1818 wurde die Bieberer Straße als Chaussee ausgebaut und war später bis zum Zweiten Weltkrieg Teil der Reichsstraße 8 aus Richtung Köln nach Nürnberg. Den Namen Bieberer Straße erhielt die Straße in der Mitte des 19. Jahrhunderts, als die Ausfallstraßen der wachsenden Stadt Offenbach nach umliegenden Gemeinden benannt wurden.
Am Beginn der Bieberer Straße, der Ecke zur Waldstraße befand sich im 18. Jahrhundert eine Ziegelei. Der angrenzende Wilhelmsplatz war bis 1832 Offenbachs Friedhof. An der Ecke zum Großen Biergrund befand sich einst das Offenbacher Armen- und Waisenhaus, welches 1817 in eine Kaserne umgewandelt wurde. Hier war das 1. Bataillon des hessischen Regimentes „Groß- und Erbprinz“ untergebracht. 1842 wurden die Soldaten bereits in die neue Kaserne, dem heutigen Finanzamt versetzt. An der Einmündung der Friedrichstraße befand sich einst eine Brücke über den Hainbach, welcher heute unterirdisch kanalisiert ist. An dieser war bis 1819 die östliche Gemarkungsgrenze Offenbachs. Das Gebiet bis zur Grenzstraße konnte erst nach der Auflösung der Biebermark in ebendiesem Jahr erschlossen werden.
Am heutigen Mathildenplatz befand sich ab 1884 die Endstation der Frankfurt-Offenbacher Trambahn-Gesellschaft. Ab 1906 wurde diese durch die Straßenbahnlinie 16 ersetzt, welche bis zum Alten Friedhof fuhr. Der Straßenbahnverkehr wurde ab 1969 eingestellt und zunächst nur noch bis zum Marktplatz bedient. Die heutige Bahnüberführung der Bahnstrecke Frankfurt–Göttingen verlief ab 1873 hier ebenerdig. Der Bau des Bahndamms und der Bahnüberführung begann vor dem Ersten Weltkrieg und dauerte ca. zehn Jahre.
An der Grenzstraße verlief von 1819 bis 1908 zur Eingemeindung Bürgels die östliche Gemarkungsgrenze Offenbachs, woraus sich der Straßenname erklärt. Das Gebiet östlich der Grenzstraße vom Fuß bis zur höchsten Erhebung des Bieberer Berges, erhielt die Gemeinde Bürgel 1819 bei der Auflösung der Biebermark zugeteilt.

## Galerie

Gebäude entlang der Bieberer Straße
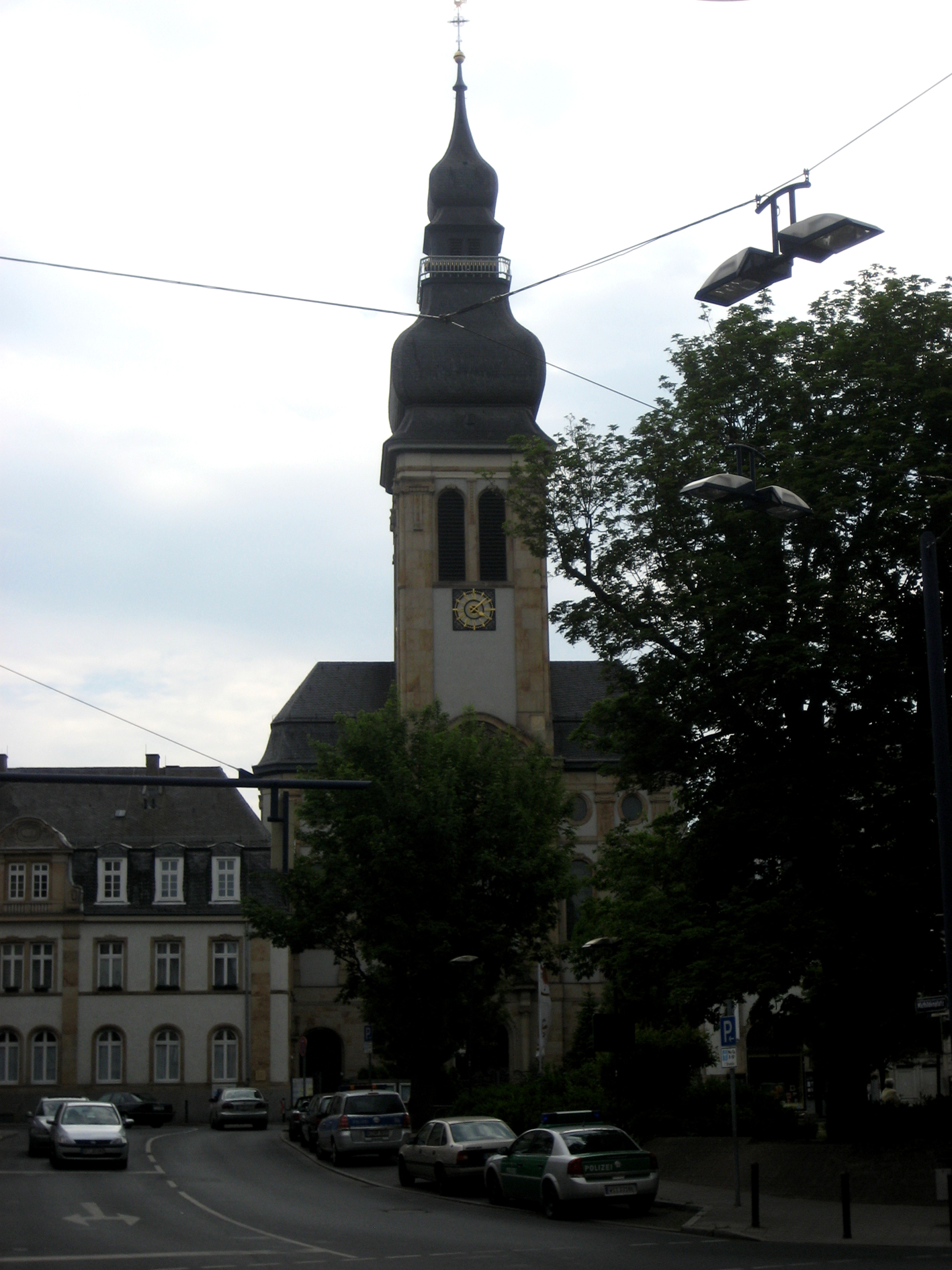
Marienkirche
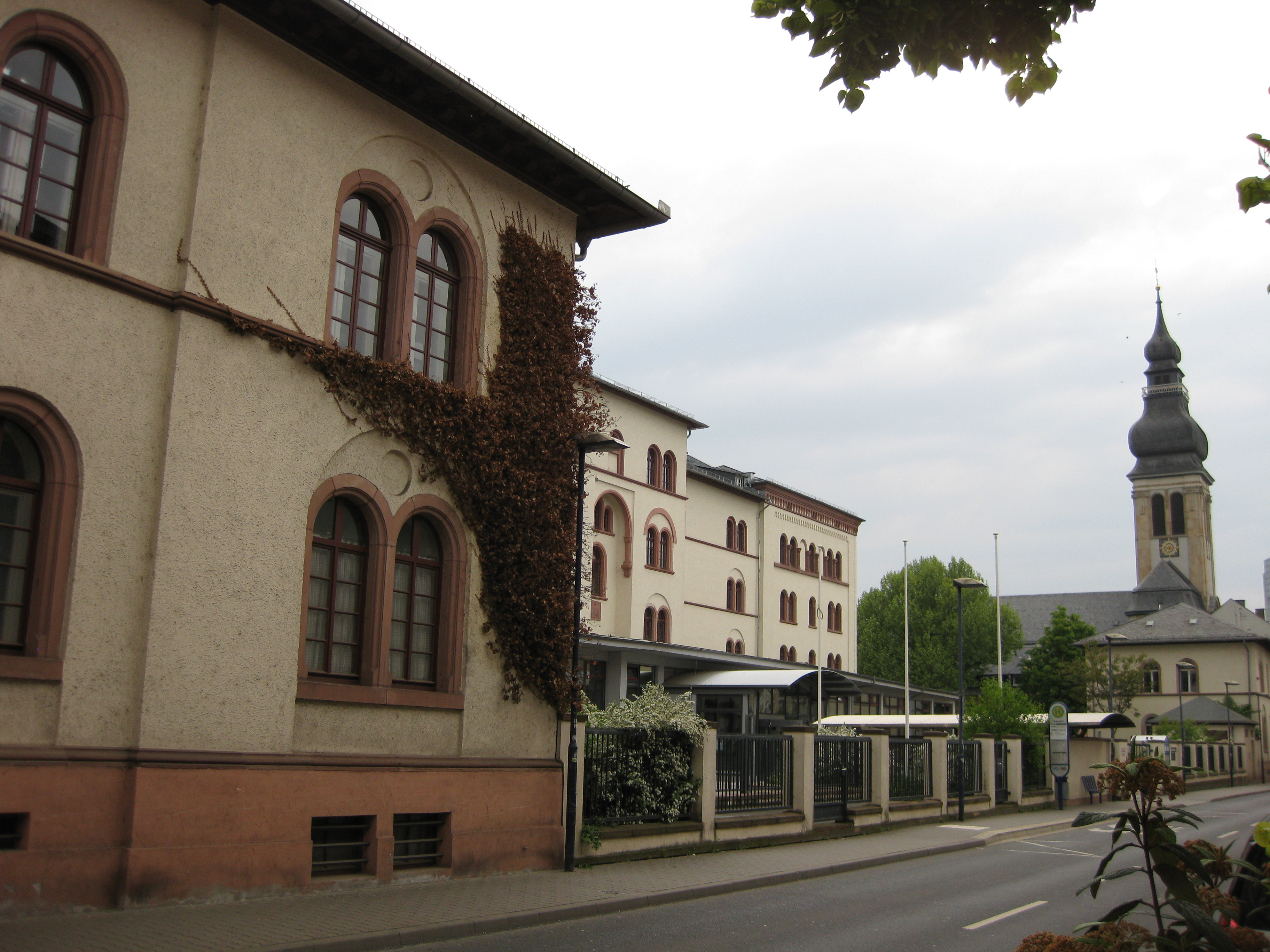
Finanzamt Offenbach I & II
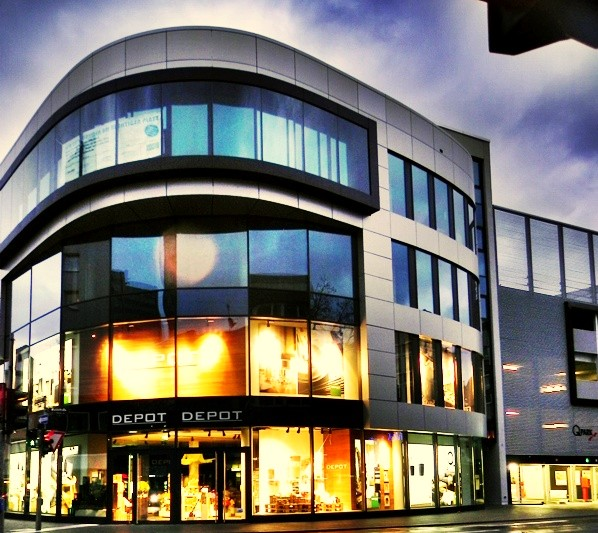
Geschäftshaus Marktplatz Offenbach (GMO)
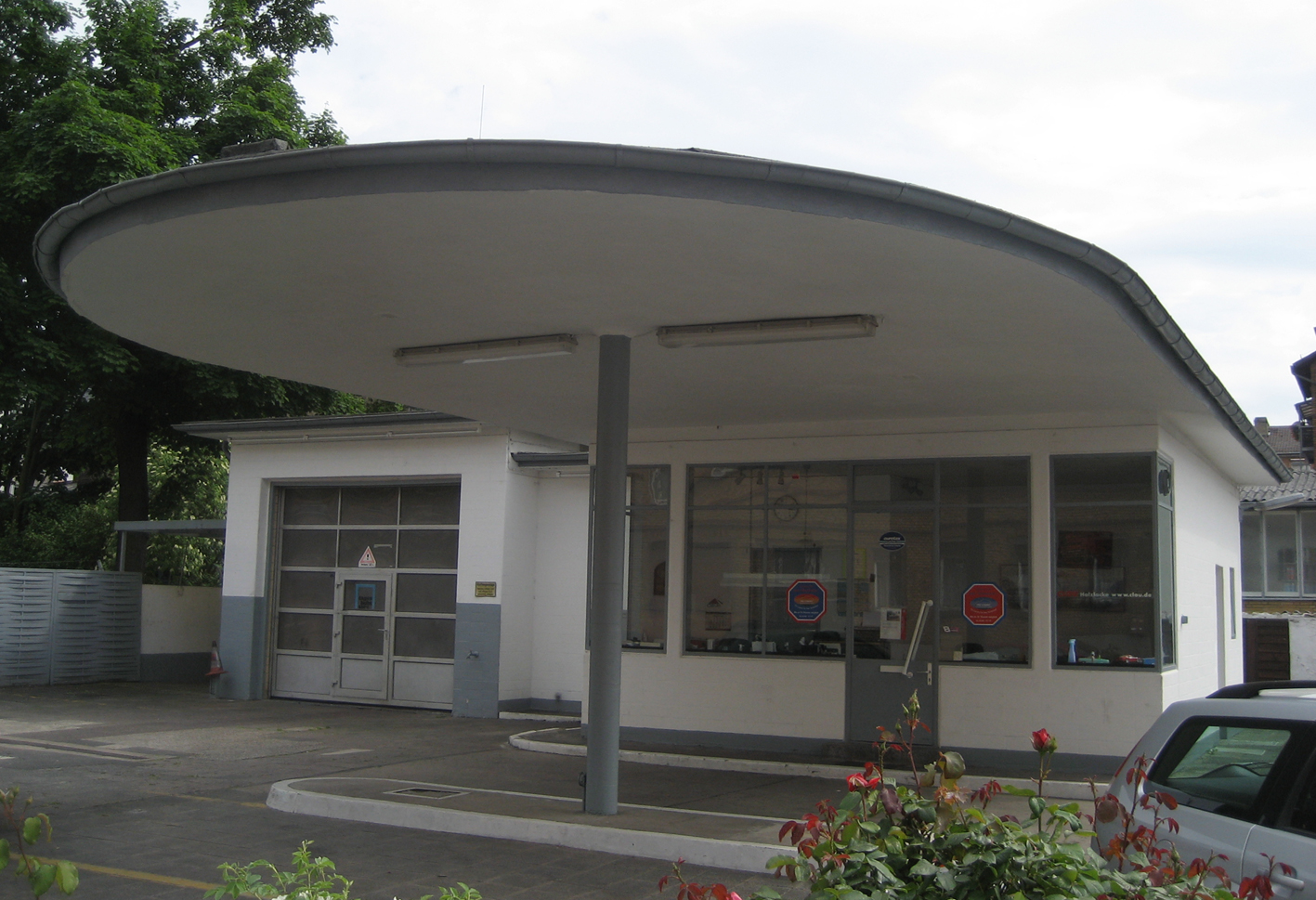
Eine ehemalige Tankstelle aus den 1950er Jahren
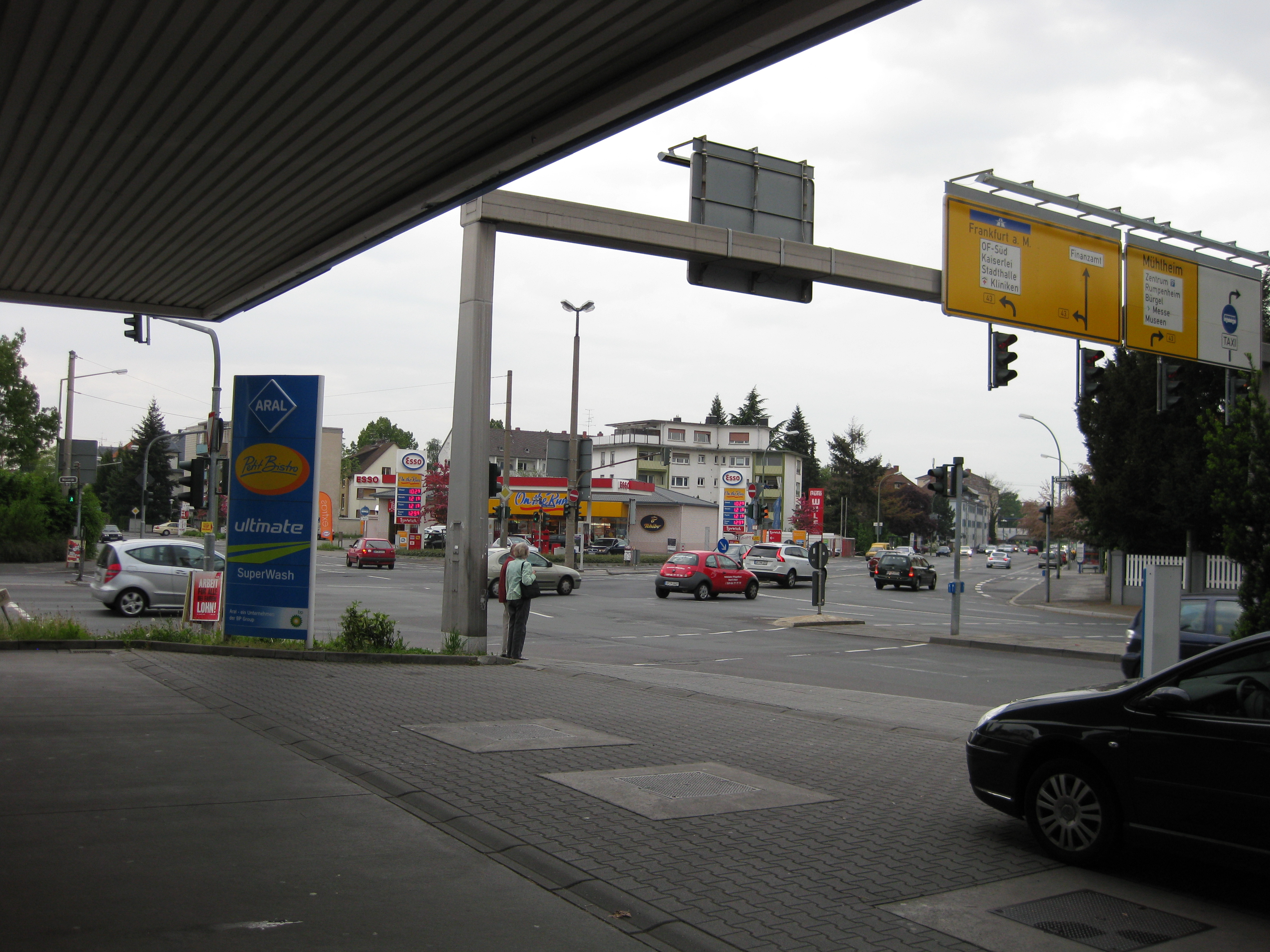
Die Tankstellen Esso und Aral
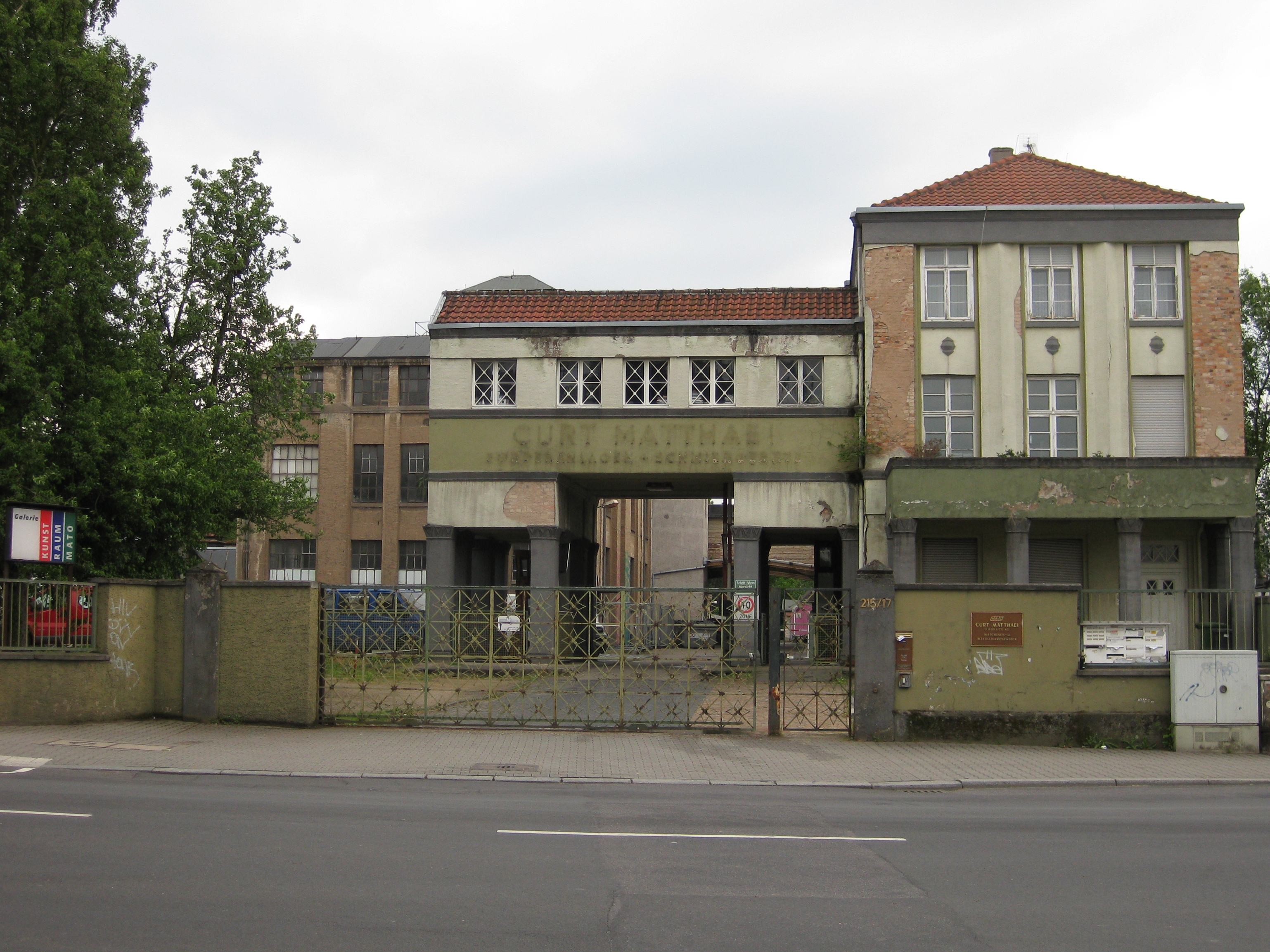
Kunst Raum Mato
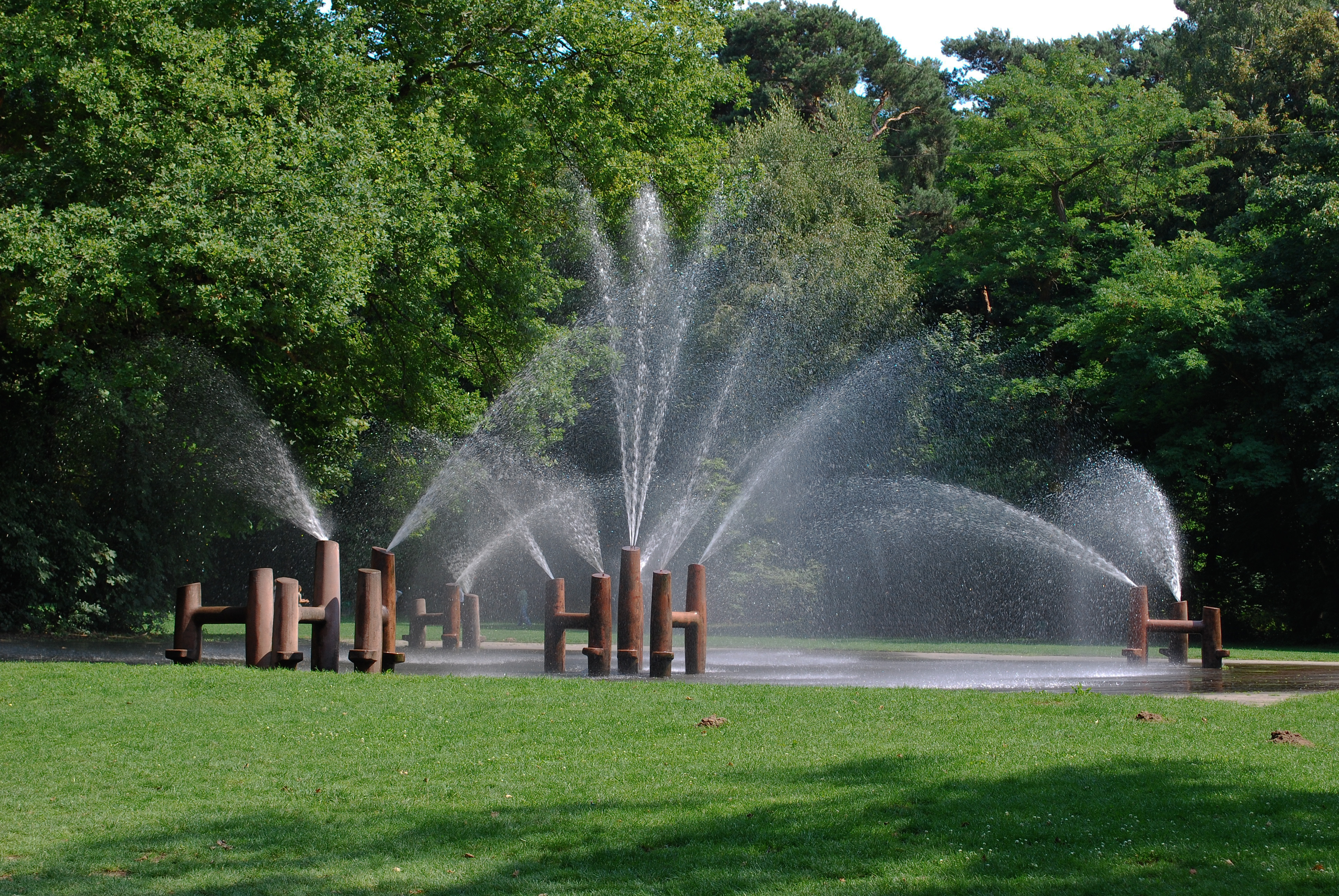
Leonhard-Eißnert-Park
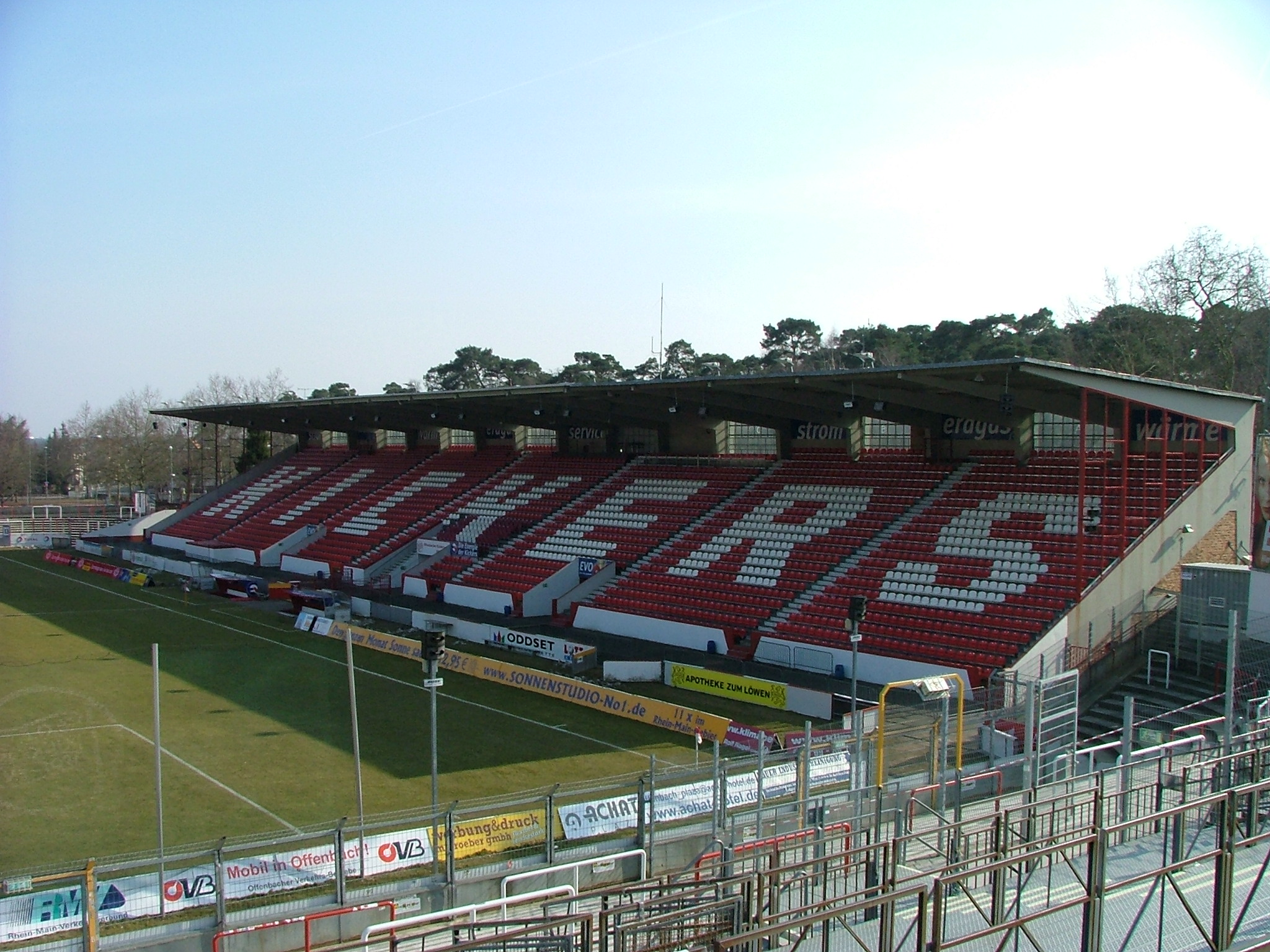
Stadion am Bieberer Berg